# Кенишручей
Кенишручей — ручей в России, протекает по территории Сосновецкого сельского поселения Беломорского района Республики Карелии. Длина ручья — 10 км.
Ручей берёт начало из ламбины без названия на высоте выше 30,8 м над уровнем моря и далее течёт преимущественно в северо-восточном направлении по заболоченной местности.
Ручей имеет один приток длиной 1,9 км.
Втекает в реку Шую, впадающую в Белое море.
Населённые пункты на ручье отсутствуют.
Код объекта в государственном водном реестре — 02020001412102000004906.